# Watarase-Keikoku-Linie
| Dieseltriebzug im Bahnhof Matō |                          |                              |                              |
| Streckenlänge: | 44,1 km                  |                              |                              |
| Spurweite: | 1067 mm (Kapspur)        |                              |                              |
| Streckengeschwindigkeit: | 75 km/h                  |                              |                              |
| Zweigleisigkeit: | nein                     |                              |                              |
| |                          |                              |                              |
| Gesellschaft: | Watarase Keikoku Tetsudō |                              |                              |
| \| \| \| Ryōmō-Linie \| 1888– \| \| \| 0,0 \| Kiryū (桐生) \| 1888– \| \| \| \| \| \| \| \| \| Watarase-gawa \| \| \| \| \| \| \| \| \| 1,9 \| Shimo-Shinden (下新田) \| 1992– \| \| \| \| Depot Takasaki \| \| \| \| \| Tōbu Kiryū-Linie \| 1913– \| \| \| \| Ryōmō-Linie \| 1888– \| \| \| 3,1 \| Aioi (相老) \| 1911– \| \| \| \| \| \| \| \| \| Jōmō-Linie \| 1928– \| \| \| \| Kiryū-Kyūjō-mae (桐生球場前) \| \| \| \| 4,2 \| Undō-kōen (運動公園) \| 1989– \| \| \| \| Akagi (赤城) \| \| \| \| 7,3 \| Ōmama (大間々) \| 1911– \| \| \| \| \| \| \| \| \| (3 Tunnel) \| \| \| \| 12,4 \| Kami-Kambai (上神梅) \| 1912– \| \| \| 13,8 \| Motojuku (本宿) \| 1989– \| \| \| \| \| \| \| \| 16,9 \| Mizunuma (水沼) \| 1912– \| \| \| 21,0 \| Hanawa (花輪) \| 1912– \| \| \| 22,0 \| Nakano (中野) \| 1989– \| \| \| 24,4 \| Konaka (小中) \| 1912– \| \| \| \| (2 Tunnel) \| \| \| \| 26,4 \| Gōdo (神戸) \| 1912– \| \| \| \| \| \| \| \| \| \| \| \| \| \| Kusaki-Tunnel (5242 m) \| \| \| \| 30,3 \| Kusaki (草木) \| 1959–1973 \| \| \| \| Watarase-gawa \| \| \| \| \| Sōri-Tunnel \| \| \| \| \| \| \| \| \| 33,4 \| Sōri (沢入) \| 1912– \| \| \| \| Nagoya-Tunnel \| \| \| \| \| Kasamatsu-Tunnel \| \| \| \| 38,7 \| Haramukō (原向) \| 1912– \| \| \| \| Watarase-gawa \| \| \| \| 41,9 \| Tsūdō (通洞) \| 1912– \| \| \| 42,8 \| Ashio (足尾) \| 1912– \| \| \| \| Matsugi-gawa \| \| \| \| 44,1 \| Matō (間藤) \| 1914– \| \| \| \| Matsugi-gawa \| \| \| \| \| (2 Tunnel) \| \| \| \| 46,0 \| Ashio-Honzan (足尾本山) \| 1914–1989 \| |                          |                              |                              |
| Strecke |                          | Ryōmō-Linie                  | 1888–                        |
| Bahnhof | 0,0                      | Kiryū (桐生)                 | 1888–                        |
| |                          |                              |                              |
| Brücke über Wasserlauf · Brücke über Wasserlauf |                          | Watarase-gawa                | Watarase-gawa                |
| Strecke |                          |                              |                              |
| Haltepunkt / Haltestelle · Strecke · Strecke | 1,9                      | Shimo-Shinden (下新田)       | 1992–                        |
| Strecke · Strecke · Betriebsstelle Streckenende |                          | Depot Takasaki               | Depot Takasaki               |
| Strecke · Strecke nach halblinks · Strecke nach halbrechts und von links |                          | Tōbu Kiryū-Linie             | 1913–                        |
| Strecke · Strecke von halblinks · Strecke nach links und von halbrechts |                          | Ryōmō-Linie                  | 1888–                        |
| | 3,1                      | Aioi (相老)                  | 1911–                        |
| Strecke |                          |                              |                              |
| Kreuzung geradeaus unten · Strecke von rechts · Strecke |                          | Jōmō-Linie                   | 1928–                        |
| Strecke · Haltepunkt / Haltestelle · Strecke |                          | Kiryū-Kyūjō-mae (桐生球場前) | Kiryū-Kyūjō-mae (桐生球場前) |
| Haltepunkt / Haltestelle · Strecke · Strecke | 4,2                      | Undō-kōen (運動公園)         | 1989–                        |
| Strecke · Haltepunkt / Haltestelle · Haltepunkt / Haltestelle Streckenende |                          | Akagi (赤城)                 | Akagi (赤城)                 |
| Bahnhof · Strecke nach links | 7,3                      | Ōmama (大間々)               | 1911–                        |
| |                          |                              |                              |
| Tunnel |                          | (3 Tunnel)                   | (3 Tunnel)                   |
| Haltepunkt / Haltestelle | 12,4                     | Kami-Kambai (上神梅)         | 1912–                        |
| Haltepunkt / Haltestelle | 13,8                     | Motojuku (本宿)              | 1989–                        |
| Tunnel |                          |                              |                              |
| Bahnhof | 16,9                     | Mizunuma (水沼)              | 1912–                        |
| Haltepunkt / Haltestelle | 21,0                     | Hanawa (花輪)                | 1912–                        |
| Haltepunkt / Haltestelle | 22,0                     | Nakano (中野)                | 1989–                        |
| Haltepunkt / Haltestelle | 24,4                     | Konaka (小中)                | 1912–                        |
| Tunnel |                          | (2 Tunnel)                   | (2 Tunnel)                   |
| Bahnhof | 26,4                     | Gōdo (神戸)                  | 1912–                        |
| |                          |                              |                              |
| Tunnel (Strecke außer Betrieb) · Tunnelanfang |                          |                              |                              |
| Brücke über Wasserlauf (Strecke außer Betrieb) · Strecke (im Tunnel) |                          | Kusaki-Tunnel (5242 m)       | Kusaki-Tunnel (5242 m)       |
| Haltepunkt / Haltestelle (Strecke außer Betrieb) · Tunnelende | 30,3                     | Kusaki (草木)                | 1959–1973                    |
| Strecke (außer Betrieb) · Brücke über Wasserlauf |                          | Watarase-gawa                | Watarase-gawa                |
| Strecke (außer Betrieb) · Tunnel |                          | Sōri-Tunnel                  | Sōri-Tunnel                  |
| |                          |                              |                              |
| Bahnhof | 33,4                     | Sōri (沢入)                  | 1912–                        |
| Tunnel |                          | Nagoya-Tunnel                | Nagoya-Tunnel                |
| Tunnel |                          | Kasamatsu-Tunnel             | Kasamatsu-Tunnel             |
| Haltepunkt / Haltestelle | 38,7                     | Haramukō (原向)              | 1912–                        |
| Brücke über Wasserlauf |                          | Watarase-gawa                | Watarase-gawa                |
| Haltepunkt / Haltestelle | 41,9                     | Tsūdō (通洞)                 | 1912–                        |
| Bahnhof | 42,8                     | Ashio (足尾)                 | 1912–                        |
| Brücke über Wasserlauf |                          | Matsugi-gawa                 | Matsugi-gawa                 |
| Kopfbahnhof Strecke ab hier außer Betrieb | 44,1                     | Matō (間藤)                  | 1914–                        |
| Brücke über Wasserlauf (Strecke außer Betrieb) |                          | Matsugi-gawa                 | Matsugi-gawa                 |
| Tunnel (Strecke außer Betrieb) |                          | (2 Tunnel)                   | (2 Tunnel)                   |
| Kopfbahnhof Streckenende (Strecke außer Betrieb) | 46,0                     | Ashio-Honzan (足尾本山)      | 1914–1989                    |

Die Watarase-Keikoku-Linie (jap. わたらせ渓谷線 Watarase-Keikoku-sen) ist eine Eisenbahnstrecke auf der japanischen Insel Honshū, die von der Bahngesellschaft Watarase Keikoku Tetsudō betrieben wird. Sie verbindet Kiryū in der Präfektur Gunma mit einem Teil von Nikkō in der Präfektur Tochigi.

## Streckenbeschreibung
Die 44,1 km lange Strecke ist in Kapspur (1067 mm) verlegt, eingleisig und nicht elektrifiziert. Es werden 17 Bahnhöfe und Haltestellen bedient, die Höchstgeschwindigkeit beträgt 75 km/h. Südlicher Ausgangspunkt ist der Bahnhof Kiryū, von wo aus die Watarase-Keikoku-Linie zunächst die Gleise der Ryōmō-Linie nutzt und dabei erstmals den Fluss Watarase überbrückt. Im Bahnhof Shimo-Shinden zweigt sie in nordwestlicher Richtung ab und verläuft bis kurz nach dem Bahnhof Aioi parallel zur Trasse der Tōbu Kiryū-Linie. Nach der Unterquerung der Jōmō-Linie gelangt sie erneut ins Watarase-Tal und folgt diesem nun in überwiegend nördlicher Richtung. Der Bahnhof Ōmama ist der betriebliche Mittelpunkt mit Depot und Abstellanlage.
Rund 20 km weit folgt die Strecke der rechten (westlichen) Seite des engen Watarase-Tals durch eine reizvolle bewaldete Hügellandschaft. Nach dem Bahnhof Gōdo verläuft sie durch den 5,242 km langen Kusaki-Tunnel. Dieser ersetzte 1973 die alte Streckenführung, die durch den Stausee der drei Jahre später fertiggestellten, 140 m hohen Kusaki-Talsperre überflutet wurde. Unmittelbar nach dem oberen Ende des Stausees wechselt die Strecke auf die linke Talseite. Aufgrund der steil abfallenden Granitfelsen im schluchtartigen Tal gilt das Teilstück zwischen Sōri und Haramukō als der landschaftlich schönste. Es ist geprägt durch Steilabschnitte und eine Reihe enger Kurven. Im Kasamatsu-Tunnel wird die Grenze zwischen den Präfekturen Gunma und Tochigi passiert. Die Strecke führt anschließend durch den Bergbauort Ashio und endet unweit des ehemaligen Ashio-Kupferbergwerks im Bahnhof Matō. Ein daran anschließendes Teilstück von knapp zwei Kilometern Länge führte bis 1989 nach Ashio-Honzan und war dem Güterverkehr vorbehalten.

## Zugangebot
Zwischen Kiryū und Matō fahren Nahverkehrszüge alle ein bis zwei Stunden, was täglich elf Zugpaaren entspricht. Hinzu kommen sieben tägliche Zugpaare zwischen Kiryū und Ōmama, die vor allem dem Schüler- und Pendlerverkehr während der Hauptverkehrszeit dienen. Üblicherweise wird im Einmannbetrieb gefahren, bei großem Andrang fährt ein zusätzlicher Schaffner mit.
Hinzu kommen zwei touristische Ausflugszüge mit besonderer Ausstattung. Einmal täglich an Wochenenden und Feiertagen verkehrt während der von April bis November dauernden Touristensaison der Watarase Trolley Truck (トロッコわたらせ渓谷号) von Ōmama nach Ashio und zurück. Der Torokko Washie (トロッコわっしー号) verkehrt das ganze Jahr über an Wochenenden und Feiertagen auf derselben Strecke jeweils zweimal täglich und besteht aus offenen Sommerwagen (im Winter sind temporäre Fenster installiert). Besonders im schluchtartigen oberen Teil der Strecke halten die Touristenzüge mehrmals kurz an, damit die Fahrgäste die Landschaft genießen können.

## Bilder

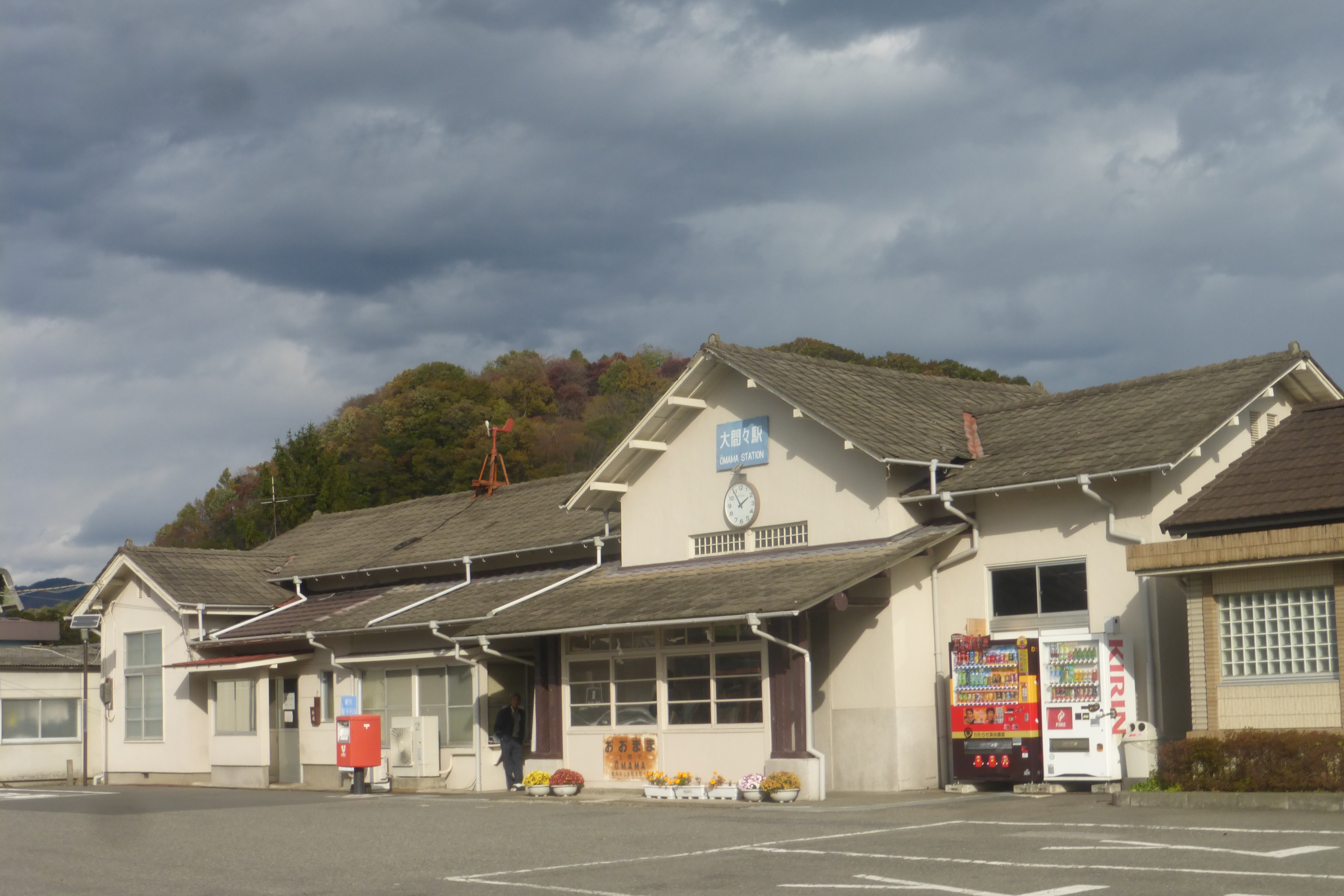
Bahnhof Ōmama
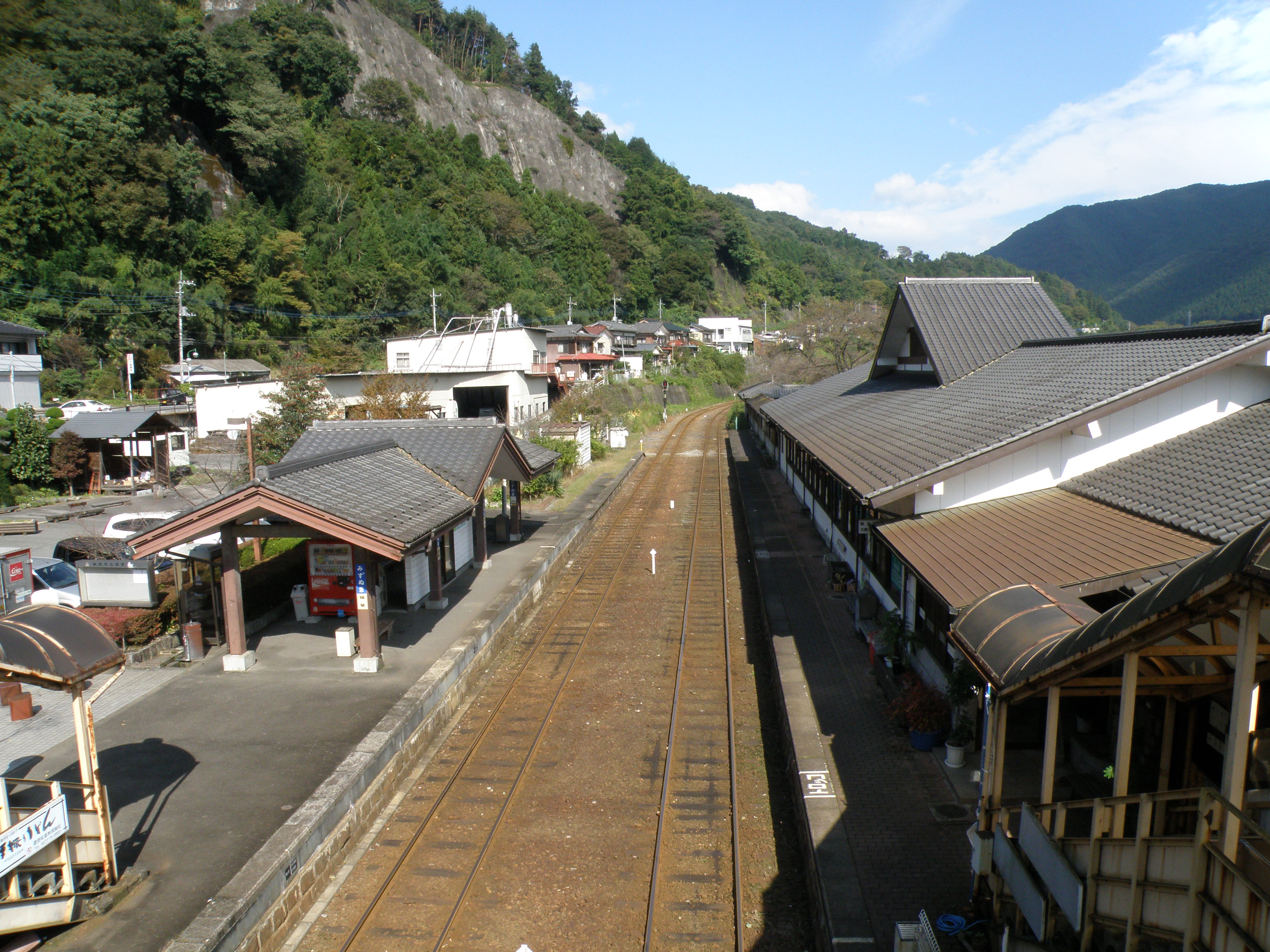
Bahnhof Mizunuma
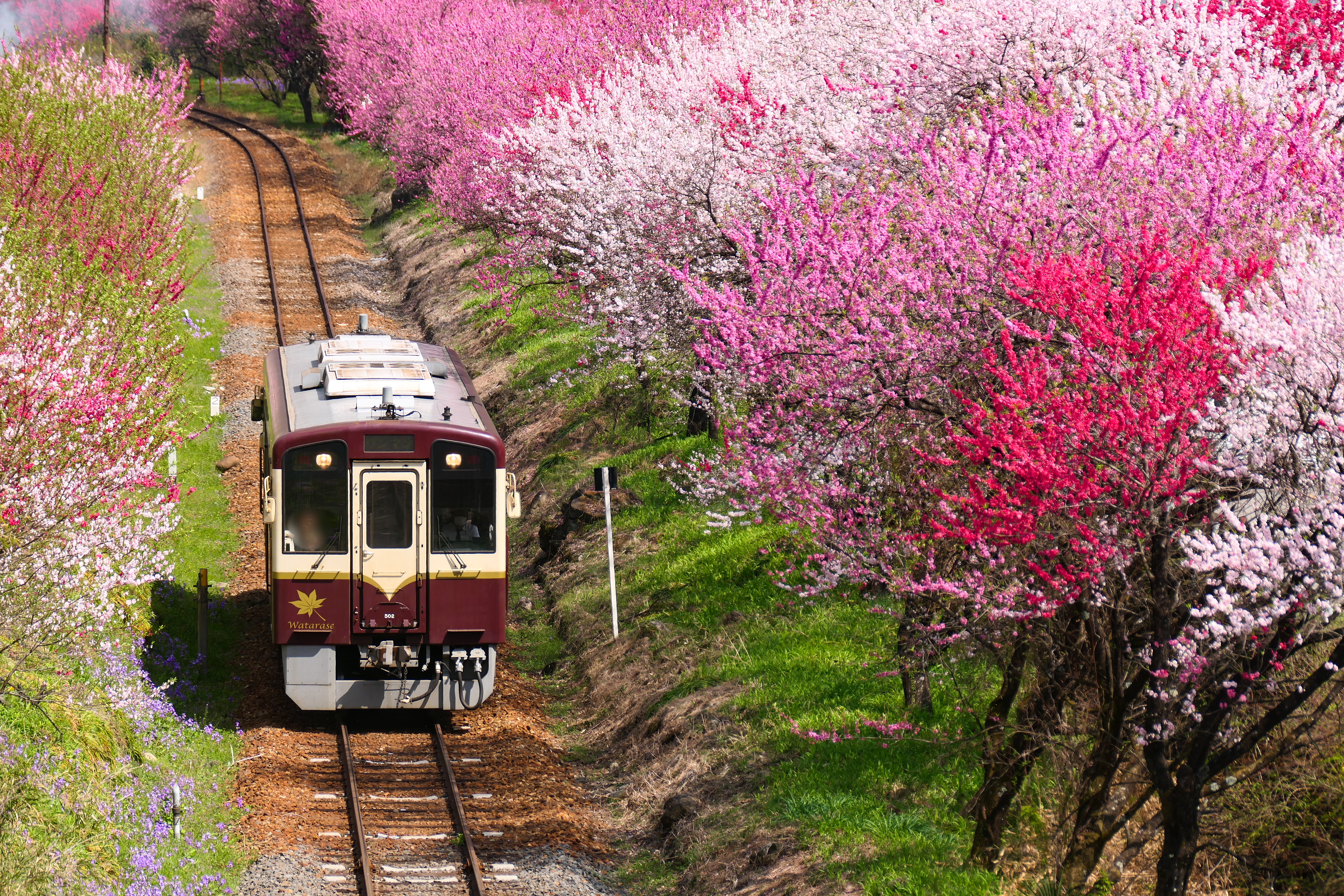
Zwischen Sōri und Gōdo
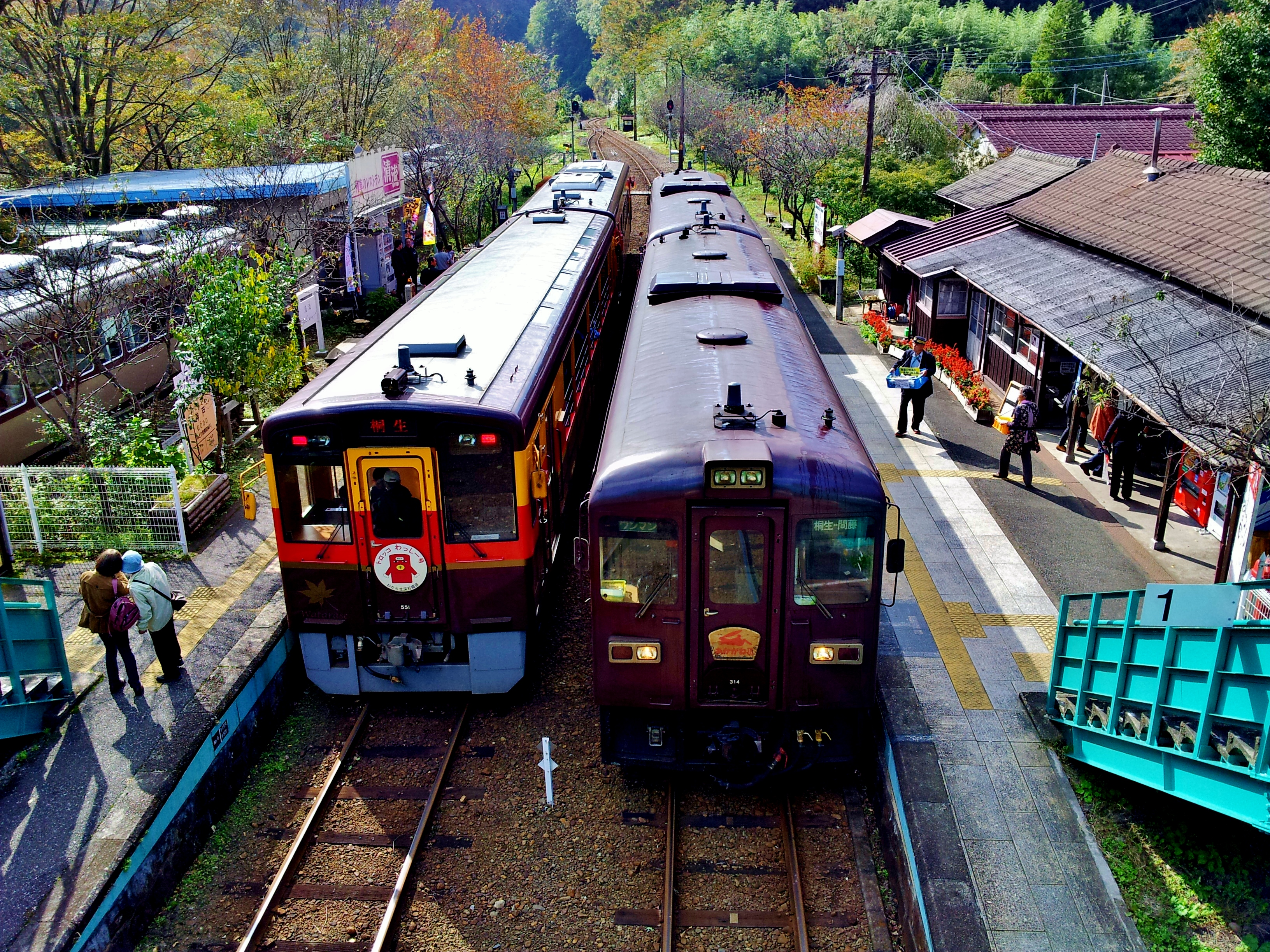
Zugkreuzung in Gōdo
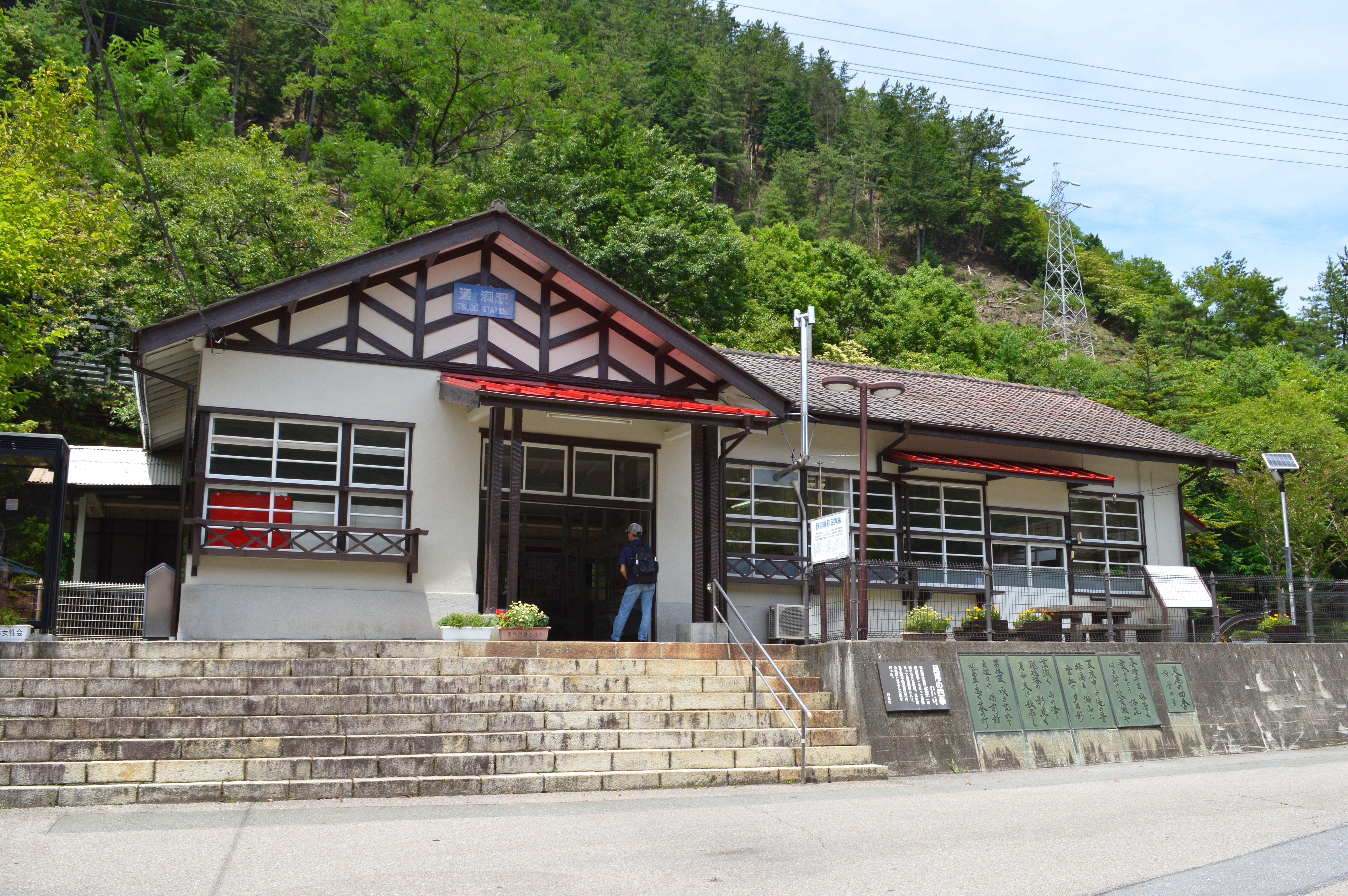
Bahnhof Tsūdō

## Geschichte
Der Bau der Bahnstrecke ist weitgehend auf das Ashio-Kupferbergwerk am Oberlauf des Watarase-Tals zurückzuführen, das Ende des 19. Jahrhunderts mechanisiert wurde. Der Abtransport des Erzes erschien finanziell lohnenswert, weshalb 1910 die Gründung der Bahngesellschaft Ashio Tetsudō erfolgte. Vom Aktienkapital in der Höhe von zwei Millionen Yen zeichnete der Unternehmer und Bergwerksbesitzer Furukawa Toranosuke etwas mehr als die Hälfte. Am 15. April 1911 nahm die Ashio Tetsudō das erste Teilstück zwischen Kiryū und Ōmama in Betrieb. In kurzer Folge kamen weitere Abschnitte hinzu: von Ōmama nach Kami-Kambai am 5. September 1912, von Kami-Kambai nach Sōri am 11. November 1912 und von Sōri nach Ashio am 31. Dezember 1912. Der Abschnitt von Ashio nach Ashio-Honzan, der am 25. August 1914 hinzukam, diente zunächst nur dem Güterverkehr; ab 1. November 1914 fuhren Personenzüge bis nach Matō.
Nach der Fertigstellung der Bahnstrecke produzierte das Bergwerk auf seinem Höhepunkt etwa 40 Prozent des in Japan geförderten Kupfers und war deshalb von überragender wirtschaftlicher Bedeutung für das Land. Aus diesem Grund leaste der Staat die Strecke bereits 1913 und übernahm am 1. Juni 1918 die Ashio Tetsudō, worauf das Eisenbahnministerium zuständig war. Im November 1956 begann die Japanische Staatsbahn, auf der Strecke Dieseltriebwagen einzusetzen. Ab 22. März 1960 waren alle Personenzüge verdieselt, was die Abschaffung der gemischten Züge nach sich zog. Der letzte mit Dampf betriebene Güterzug verkehrte am 30. September 1970. Das Kupferbergwerk wurde am 23. Februar 1973 geschlossen; der Betrieb der dortigen Schmelzhütte erfolgte vorerst mittels importiertem Erz, den die Bahn nach Ashio brachte.
Am 27. Juni 1973 nahm die Staatsbahn zwischen Gōdo und Sōri eine neue Streckenführung durch den über fünf Kilometer langen Kusaki-Tunnel in Betrieb. Diese war im Zusammenhang mit dem Bau der Kusaki-Talsperre errichtet worden und ging am 27. Juni 1973 in Betrieb. Die alte Trasse wurde ab 1976 durch den sich füllenden Stausee überflutet. Mit dem Niedergang des Bergwerks ging das Verkehrsaufkommen weiter zurück und das Betriebsdefizit erhöhte sich laufend, weshalb die Regierung im November 1984 einen formellen Stilllegungsantrag stellte. Die Umsetzung verzögerte sich und im Rahmen der Staatsbahnprivatisierung ging die Strecke am 1. April 1987 zunächst an JR East über, die sie am 29. März 1989 schließlich an die neugegründete Watarase Keikoku Tetsudō abtrat. Am selben Tag endete auch der Güterverkehr und die neue Besitzerin legte den Abschnitt zwischen Matō und Ashio-Honzan still.
Die nun als Watarase-Keikoku-Linie („Watarase-Schluchtlinie“) bezeichnete Strecke wird seither vor allem Ausflugsbahn beworben und die Bahngesellschaft führte verschiedene neue Angebote ein, die auf Touristen zugeschnitten sind. Vom 17. Mai bis 4. August 2002 war der Abschnitt Ashio–Matō wegen eines Erdrutsches unterbrochen. 2008 und 2009 wurden insgesamt 38 Gebäude und Anlagen entlang der Strecke als materielles Kulturgut Japans unter Denkmalschutz gestellt.

## Liste der Bahnhöfe

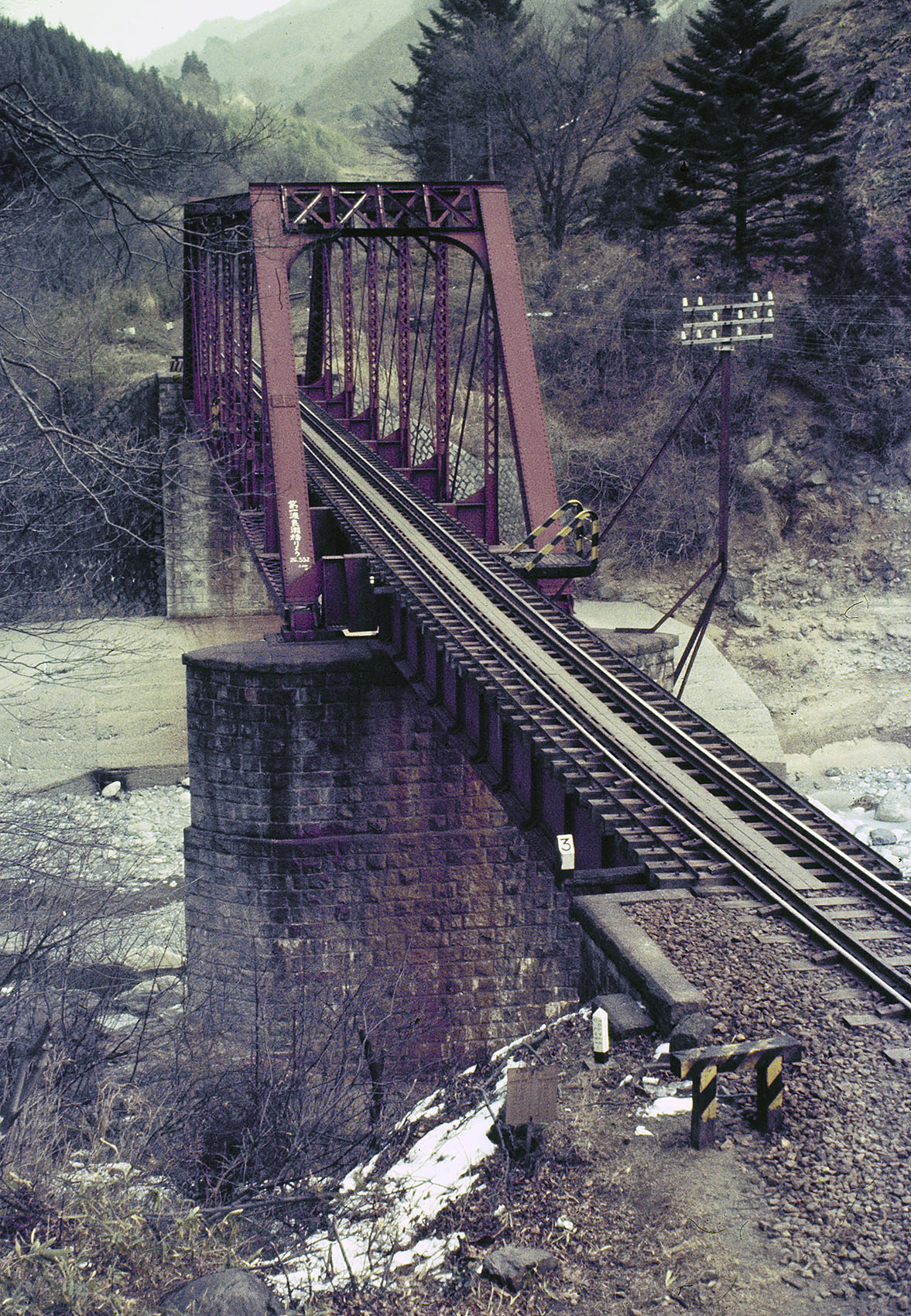
Watarase-Brücke zwischen Gōdo und Kusaki (1968, heute überflutet)

| Name | Name                    | km   | Anschlusslinien                             | Lage   | Ort    | Präfektur |
| ---- | ----------------------- | ---- | ------------------------------------------- | ------ | ------ | --------- |
| WK01 | Kiryū (桐生)            | 00,0 | Ryōmō-Linie im Bhf. Nishi-Kiryū: Jōmō-Linie | Koord. | Kiryū  | Gunma     |
| WK02 | Shimo-Shinden (下新田)  | 01,9 |                                             | Koord. | Kiryū  | Gunma     |
| WK03 | Aioi (相老)             | 03,1 | Tōbu Kiryū-Linie                            | Koord. | Kiryū  | Gunma     |
| WK04 | Undō-kōen (運動公園)    | 04,2 |                                             | Koord. | Kiryū  | Gunma     |
| WK05 | Ōmama (大間々)          | 07,3 |                                             | Koord. | Midori | Gunma     |
| WK06 | Kami-Kambai (上神梅)    | 12,4 |                                             | Koord. | Midori | Gunma     |
| WK07 | Motojuku (本宿)         | 13,8 |                                             | Koord. | Kiryū  | Gunma     |
| WK08 | Mizunuma (水沼)         | 16,9 |                                             | Koord. | Kiryū  | Gunma     |
| WK09 | Hanawa (花輪)           | 21,0 |                                             | Koord. | Midori | Gunma     |
| WK10 | Nakano (中野)           | 22,0 |                                             | Koord. | Midori | Gunma     |
| WK11 | Konaka (小中)           | 24,4 |                                             | Koord. | Midori | Gunma     |
| WK12 | Gōdo (神戸)             | 26,4 |                                             | Koord. | Midori | Gunma     |
| WK13 | Sōri (沢入)             | 33,4 |                                             | Koord. | Midori | Gunma     |
| WK14 | Haramukō (原向)         | 38,7 |                                             | Koord. | Nikkō  | Tochigi   |
| WK15 | Tsūdō (通洞)            | 41,9 |                                             | Koord. | Nikkō  | Tochigi   |
| WK16 | Ashio (足尾)            | 42,8 |                                             | Koord. | Nikkō  | Tochigi   |
| WK17 | Matō (間藤)             | 44,1 |                                             | Koord. | Nikkō  | Tochigi   |
|      | Ashio-Honzan (足尾本山) | 46,0 | (1989 stillgelegt)                          | Koord. | Nikkō  | Tochigi   |